# Требча Вас
Требча Вас (словен. Trebča vas) — поселення в общині Жужемберк, регіон Південно-Східна Словенія, Словенія. Висота над рівнем моря: 252,4 м.